# Holger Gehrke
Holger Gehrke (* 22. August 1960 in West-Berlin) ist ein ehemaliger deutscher Fußballtorwart und heutiger Torwarttrainer.

## Karriere als Spieler
Gehrke spielte für die Berliner Vereine CFC Hertha 06 und SC Westend 1901, bevor er 1982 zum 1. FC Saarbrücken wechselte. Mit dem 1. FC Saarbrücken schaffte er 1983 den Aufstieg in die 2. Bundesliga, verließ den Verein jedoch und schloss sich Blau-Weiß 90 Berlin an. In der Saison 1985/86 schaffte er mit Blau-Weiß 90 Berlin den Aufstieg in die Bundesliga, musste jedoch ein Jahr später den direkten Wiederabstieg hinnehmen. Nach insgesamt 131 Spielen verließ er Blau-Weiß 90 Berlin und spielte von 1992 bis 1994 für den FC Schalke 04. Hier brachte er es auf weitere 40 Bundesligaeinsätze. Nachdem er 1994 kurzzeitig bei Tennis Borussia Berlin unter Vertrag stand, kam er schließlich zum MSV Duisburg, für den er bis 1998 in 60 Spielen zwischen den Pfosten stand. Im März 1997 wurde er bei der Dopingkontrolle nach dem Spiel gegen Schalke, in dem er als Ersatztorhüter nicht zum Einsatz kam, positiv auf Phenylephrin getestet, weil er ohne Rücksprache ein Erkältungsmittel genommen hatte. Der DFB leitete kein Verfahren ein. Mit dem MSV Duisburg gelang ihm 1998 sein größter sportlicher Erfolg als Spieler, der Einzug in das Finale des DFB-Pokals. Die letzte Station seiner aktiven Karriere war 1998/99 der Karlsruher SC, wo er noch dreimal in der 2. Bundesliga zum Einsatz kam.

## Karriere als Trainer
Bei Karlsruhe begann Gehrke dann auch seine zweite Karriere, als er unter Cheftrainer Rainer Ulrich Torwarttrainer wurde. 1999 wechselte er zurück zum FC Schalke 04 und war unter Huub Stevens erst weiter als Torwart- und ab 2000 als Co-Trainer tätig. 2001 erhielt er die Trainerlizenz des DFB, nachdem er den entsprechenden Lehrgang an der Sporthochschule Köln abgeschlossen hatte. Am 23. Februar 2002 vertrat er Stevens, der wegen eines Trauerfalls nicht in Gelsenkirchen sein konnte, beim 3:0-Sieg im Bundesligaspiel gegen den SC Freiburg auf der Trainerbank. Auch nach Stevens’ Wechseln zu Hertha BSC (2002) und zum 1. FC Köln (2004), blieb Gehrke dessen Assistent. Nachdem Stevens 2005 den Verein aus persönlichen Gründen verlassen hatte, blieb Gehrke beim FC und arbeitete wieder als Torwarttrainer, zunächst unter Uwe Rapolder und schließlich unter Hanspeter Latour.
Nachdem letzterer am 9. November 2006 als Cheftrainer des 1. FC Köln entlassen worden war, wurde Gehrke als Interimstrainer eingesetzt. Unter Christoph Daum arbeitete er wieder als Torwarttrainer. Am 25. Juni 2009 gab der 1. FC Köln den Weggang von Holger Gehrke bekannt. In der Saison 2009/10 arbeitete er gemeinsam mit Christoph Daum für Fenerbahçe Istanbul. Anschließend arbeitete er an der Seite von Bernd Storck für die kasachische Nationalmannschaft. Er betreute die Mannschaft bei zwei Spielen der EM-Qualifikation im Oktober 2010.
Im Juli 2012 kehrte Gehrke nach Gelsenkirchen zurück und wurde erneut Torwarttrainer des FC Schalke 04. Sein Vertrag datierte bis zum Jahr 2015. Am 7. Oktober 2014 wurde er zusammen mit dem Cheftrainer Jens Keller beurlaubt. Am 20. Oktober 2015 wurde er als neuer Torwarttrainer von Bernd Storck bei der ungarischen Nationalmannschaft ernannt.